# Anežka Matylda z Windisch-Grätze
Anežka Matylda z Windisch-Grätze (německy Agnes Mathilde zu Windisch-Grätz, 14. února 1884, Vídeň – 21. května 1959 tamtéž) byla rakouská šlechtična, princezna z Windisch-Grätze.

## Životopis
Anežka Matylda se narodila 14. února 1884 ve Vídni jako páté ze sedmi dětí politika Alfreda Augusta z Windisch-Grätze (1851, Praha -1927, Tachov) a jeho manželky Marie Gabriely z Auerspergu (1855, Vídeň - 1933, Tachov), dcery politika Vincence Karla z Auerspergu. Měla dvě sestry, Marii Aglaé a Marii Hedviku.
Když bylo Anežce devět let, její otec byl jmenován ministerským předsedou Předlitavska a tuto funkci zastával až do roku 1895. Poté se stal prezidentem Panské sněmovny v Říšské radě, a to až do zániku Rakousko-Uherska v roce 1918.
Dne 30. dubna 1912 se 28letá Anežka Matylda provdala za hraběte Adolfa Mariu Thun-Hohenstein-Salm-Raiferscheid. Pár měl pět dětí:
- Matyáš Osvald (18. dubna 1914 – 16. května 1991), hrabě z Thun-Hohenstein-Salm-Reifferscheidu, ⚭ 1954 Eleanora Hoyosová, baronka ze Stichsensheinu, měl tři dcery a syna;
- Kristián Jan (nar. 1917)
- Alfred Maria (1918-1943) - zemřel během druhé světové války.
- Marie Gabriela (11. srpna 1919 – 26. března 2005)
- Michael Pavel (24. prosince 1921 – 20. října 1960), hrabě Thun-Hohenstein-Mirbach, ⚭ 1953 Margarete Tetzeli von Rosador, měl dva syny a dceru.

Anežčin manžel Adolf Maria zemřel v roce 1957. Anežka Matylda zemřela ve Vídni o dva roky později.